# Abdoulaye Kapi Sylla
Abdoulaye Kapi Sylla (ur. 15 września 1982 w Kindzie) – piłkarz gwinejski grający na pozycji bocznego pomocnika.

## Kariera klubowa
Karierę piłkarską Sylla rozpoczął w klubie CI Kamsar. W 1999 roku zadebiutował w jego barwach w pierwszej lidze gwinejskiej. W 2000 roku wyjechał do Francji i został zawodnikiem klubu AS Angoulême. Grał w nim przez rok w czwartej lidze francuskiej, a w 2001 roku odszedł do innego zespołu tej ligi, Tours FC. W 2004 roku został zawodnikiem AS Moulins, z którym w 2005 roku awansował do trzeciej ligi. W sezonie 2007/2008 był piłkarzem piątoligowego SN Imphy Decize, a następnie przeszedł do AS Yzeure z czwartej ligi.

## Kariera reprezentacyjna
W reprezentacji Gwinei Sylla zadebiutował w 2000 roku. W 2004 roku podczas Pucharu Narodów Afryki 2004 był rezerwowym zawodnikiem i nie rozegrał żadnego spotkania.